# Riserva naturale Stornara
La riserva biogenetica naturale Stornara è un'area naturale protetta situata tra Puglia e Basilicata, sullo Ionio, ed è gestito dai Carabinieri Comando Ufficio Territoriale per la Biodiversità Martina Franca

## Storia
La riserva statale è stata istituita con decreto del Ministero dell'Ambiente del 1997, ed è il risultato dell'unione di due riserve confinanti: la Riserva naturale Stornara (1.456 ettari, istituita nel 1977 in provincia di Taranto) e la Riserva naturale Marinella Stornara (45 ettari, istituita nel 1977 in provincia di Matera).

## Territorio
La riserva si estende per 1.501 ettari nella fascia costiera dell'Arco Ionico tarantino. Conserva alcune zone umide, come il Lago Salinella. Lungo la costa, seppure non a ridosso del mare, il paesaggio è scandito dalla presenza di alcune torri costiere: Torre Mattoni e Torre Lato.

## Comuni
Il territorio ricade nella parte occidentale della provincia jonica, ovvero nei comuni di Castellaneta, Ginosa, Massafra e Palagiano, e nel confinante comune di Bernalda nel materano.

## Flora
Nella riserva viene tutelato il bosco costiero formato da una pineta di pini d'Aleppo (Pinus halepensis), una conifera tipicamente mediterranea.
La flora costiera è quella tipica mediterranea: Pistacia lentiscus, Myrtus communis, Rosmarinus officinalis, Juniperus phoenicea, Juniperus oxycedrus subsp. Macrocarpa, Phillyrea latifolia, Asparagus acutifolius, Lonicera implexa, Rhamnus alaternus, Smilax aspera, Rubia peregrina.
Tra le piante rare, si segnala la presenza di Helianthemum sessiliflorum, Ophrys tarentina e Romulea rollii.

## Fauna
Il nome "stornara" deriva dai numerosi storni (Sturnus vulgaris) che vi migrano in inverno. Molte altre specie di uccelli sono presenti nella riserva, si acquatici quali l'airone rosso e l'airone cenerino, la beccaccia, il germano reale, la cicogna bianca, lo svasso e l'oca selvatica. Molti gli uccelli boschivi quali il colombo selvatico, il corvo, la gazza, il pettirosso, la capinera, il cuculo ed il picchio rosso. I mammiferi più comuni sono sicuramente i roditori come la lepre, l'arvicola campestre e il topo quercino e animali come la volpe, il riccio, l'istrice, il tasso, il gatto selvatico ed il cinghiale.